# غور دختر
غور دختر (بالفارسية: گور دختر) ضريح تاريخي يعود إلى أخمينيون، ويقع في مقاطعة دشتستان. هذا المبنى هو قبر من غير الواضح لمن يعود، ولكن رُبما هو قبر قورش الأصغر.